# Boomerang Bay

Boomerang Bay est une chaîne de parcs aquatiques dirigés par le groupe Cedar Fair Entertainment.

## Localisation
- Charlotte (rattaché au parc d'attractions Carowinds)
- Santa Clara (rattaché au parc d'attractions California's Great America)
- Mason (rattaché au parc d'attractions Kings Island)